# Pitarque
Pitarque es un municipio y localidad española de la provincia de Teruel, en la comunidad autónoma de Aragón. El término municipal, ubicado en la comarca del Maestrazgo, tiene una población de 61 habitantes (INE 2024). Junto al pueblo nace el río Pitarque.

## Geografía

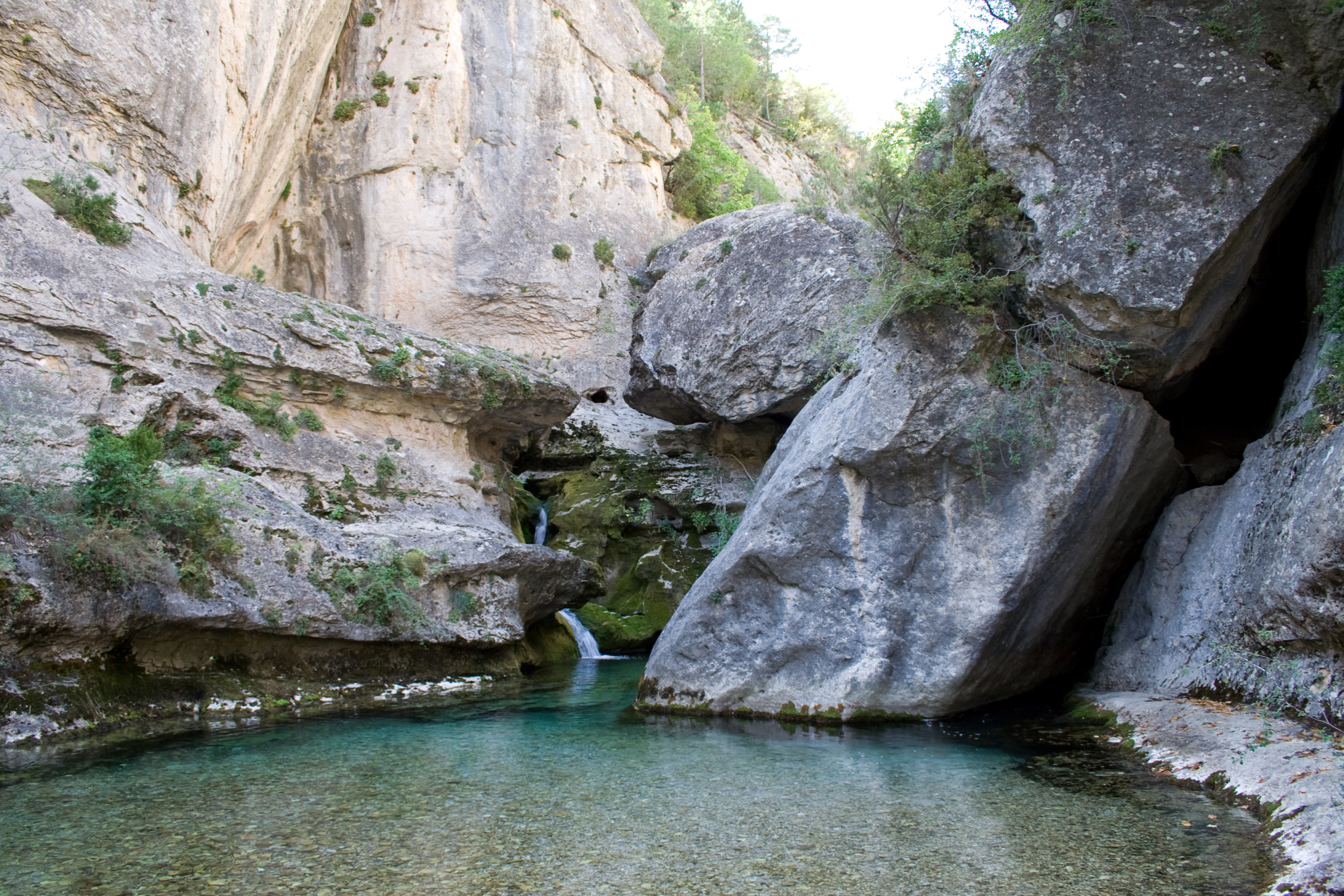
Nacimiento del río Pitarque

La localidad se encuentra ubicada a unos 110 km de Teruel, en la comarca del Maestrazgo, al pie de la montaña de Peñarrubia. Junto al pueblo nace el río Pitarque, afluente del Guadalope. Se accede desde la carretera nacional N-211 por la regional A-1702.
En las cercanías del municipio se encuentran los Organos de Montoro una formación caliza del Cretácico, y el nacimiento del río desde unos manantiales kársticos que caen formando cascadas de gran altura. Por la zona transcurre parte del sendero de gran recorrido GR-8.
El entorno presenta una gran riqueza faunística (buitres, águilas, cabras) y botánica (bosque mediterráneo caducifolio). Dentro del término municipal se encuentra el monumento natural del Nacimiento del Río Pitarque.

## Historia
Existe la teoría de que el nombre de Pitarque deriva del árabe Abu-Tariq, padre de la acequia, y que se debe al canal construido durante la época musulmana.
Hay restos de un asentamiento ibero en el lugar llamado Pitarquejo, dentro del término municipal, que desapareció en fecha indeterminada. Existe constancia de la existencia de Pitarque desde 1214. La iglesia parroquial está construida sobre el alcázar árabe.

## Demografía
Pitarque cuenta con una población de 61 habitantes (INE 2024).
| Gráfica de evolución demográfica de Pitarque entre 1842 y 2021                                                      |
| |
| Población de derecho según los censos de población del INE Población de hecho según los censos de población del INE |

## Economía
Es un pueblo de tradición agrícola y ganadera, que también tenía molinos de agua y batanes. Pitarque alcanzó su máximo esplendor en el siglo XIX, cuando contaba con unos 1100 vecinos. En aquella época se montó una industria de producción eléctrica para servir a las fábricas textiles. Actualmente hay una incipiente industria dedicada al ecoturismo, que explota los atractivos del cañón del río Pitarque, donde puede observarse fauna salvaje, como buitres, águilas reales y cabras monteses.

## Administración y política
| Período   | Alcalde                    | Partido |
| --------- | -------------------------- | ------- |
| 1979-1983 | Ildefonso Expósito Lorente | UCD     |
| 1983-1987 | Custodio Moliner Serrano   | PSOE    |
| 1987-1991 | Custodio Moliner Serrano   | PSOE    |
| 1991-1995 | Leoncio Iranzo Fandos      | PSOE    |
| 1995-1999 | Leoncio Iranzo Fandos      | PSOE    |
| 1999-2003 | Salvador Fandos Lorente    | PAR     |
| 2003-2007 | Salvador Fandos Lorente    | PAR     |
| 2007-2011 | Delfín Buj San Martín      | PAR     |
| 2011-2015 | Delfín Buj San Martín      | PAR     |
| 2015-2019 | Delfín Buj San Martín      | PAR     |
| 2019-2023 | David Aguilar López        | PP      |
| 2023-     | Rosario García Fandos      | PAR     |

| Partido político    | Partido político                                   | 2003   | 2007   | 2011   | 2015   | 2019   | 2023   |
| Partido político    | Partido político                                   | Ediles | Ediles | Ediles | Ediles | Ediles | Ediles |
|                     | Partido Aragonés (PAR)                             | 3      | 3      | 2      | 2      | —      | 2      |
|                     | Partido Popular de Aragón (PP)                     | —      | —      | —      | 1      | 2      | 1      |
|                     | Partido de los Socialistas de Aragón (PSOE-Aragón) | 2      | 2      | 1      | —      | 1      | —      |
|                     | Chunta Aragonesista (CHA)                          | —      | —      | —      | —      | —      | —      |
|                     | Iniciativa Aragonesa (INAR)                        | —      | —      | —      | —      | —      | —      |
| Total de concejales | Total de concejales                                | 5      | 5      | 3      | 3      | 3      | 3      |

## Patrimonio
- Iglesia de Santa María la Mayor.
- Ermita de la Virgen de la Peña.
- Mantiene antiguas casas de adobe.

## Fiestas
En el primer fin de semana de octubre se celebran las fiestas patronales en honor a la Virgen del Rosario, las cuales terminan con una romería a la ermita de la Virgen de la Peña. También hay otra romería el 29 de junio, fiesta de San Pedro.